# Phyllophaga reinhardi
Phyllophaga reinhardi är en skalbaggsart som beskrevs av Saylor 1940. Phyllophaga reinhardi ingår i släktet Phyllophaga och familjen Melolonthidae. Inga underarter finns listade i Catalogue of Life.